# Ch-31

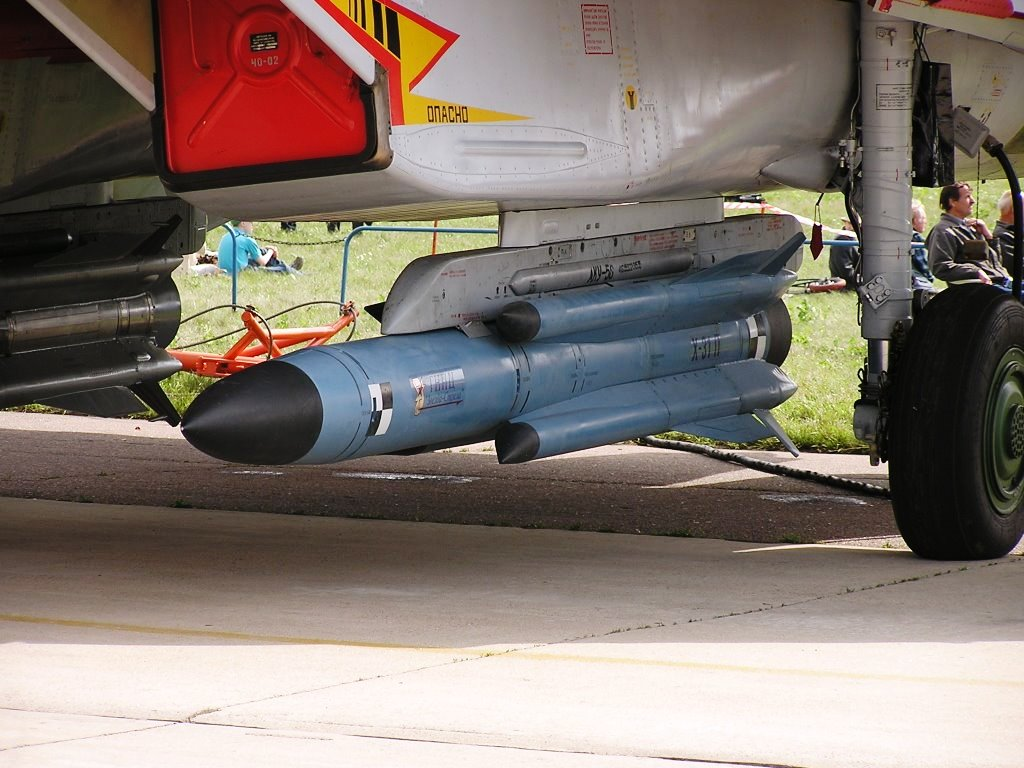
De Ch-31 in 2003

De Ch-31 (Russisch: Х-31) (NAVO-codenaam: AS-17 Krypton) is een Russische supersonische lucht-grondraket.

## Ontwikkeling
De Ch-31 werd initieel ontwikkeld als een antiradarraket om lange-afstandsradars zoals de MIM-104 Patriot uit te schakelen. De ontwikkeling van deze variant, genaamd Ch-31P, begon in 1977 waarna in 1982 de eerste tests uitgevoerd werden. In 1988 werd de raket in gebruik genomen. Later werd de Ch-31A ontwikkeld, een variant met actieve radargeleiding voor het aanvallen van torpedobootjagers.

## Proliferatie
De belangrijkste gebruiker is Rusland zelf, maar de raket wordt ook voor export aangeboden. Tot nu toe heeft alleen China de raket daadwerkelijk geïmporteerd. Naast de aanschaf van ongeveer 200 Ch-31P's zijn rechten verkregen om een eigen variant van de raket te ontwikkelen. Deze variant heet de YJ-91. De MA-31, een luchtdoel voor trainingsdoeleinden, is in gebruik bij de United States Navy om de vlootverdediging te testen.

## Specificaties
Bron:
- Producent: Zvezda
- Functie: Supersonische lucht-grondraket
- Bereik: 110 km (Ch-31P), 50 km (Ch-31A)
- Topsnelheid: 700 m/s (2500 km/h)
- Aandrijving: Ramjet-straalmotor (en vastebrandstofmotor als booster, wordt na lancering afgeworpen)
- Lading: Hoogexplosief, 87 kg (Ch-31P) of 94 kg (Ch-31A)
- Geleiding: Passieve radargeleiding (Ch-31P), actieve radargeleiding (Ch-31A)
- Massa bij lancering: 600 kg (Ch-31P) of 610 kg (Ch-31A)
- Lengte: 4,70 m
- Schachtdiameter: 36 cm
- Spanwijdte vinnen: 91,4 cm
- Lanceerplatform:
  - Vliegtuigen
    - Soe-30MK
    - Soe-32
    - Soe-35
    - MiG-27M (alleen Ch-31A)
    - MiG-29M (alleen Ch-31A)
    - MiG-29SMT/K
    - Soechoj Soe-57